# Komuna e Selitës
Komuna e Selitës är en kommun i Albanien.   Den ligger i prefekturen Qarku i Lezhës, i den norra delen av landet, 50 km norr om huvudstaden Tirana.
Omgivningarna runt Komuna e Selitës är en mosaik av jordbruksmark och naturlig växtlighet.  Runt Komuna e Selitës är det ganska glesbefolkat, med 39 invånare per kvadratkilometer.